# NN-77
La carretera NN‑77 es una vía colectora secundaria que une la comunidad de El Tuma con el municipio de Esquipulas en el departamento de Matagalpa. Su función principal es mejorar la conectividad entre áreas rurales y centros urbanos de la región.

## Trazado y cruces
| km   | Localidad / Punto  | Departamento | Conexión / Ruta |
| ---- | ------------------ | ------------ | --------------- |
| 0,0  | El Tuma            | Matagalpa    | NN 76           |
| 6,0  | Comunidad El Limón | Matagalpa    | Camino rural    |
| 12,4 | Esquipulas         | Matagalpa    | NIC 3           |

## Coordenadas
Uno de los tramos de la NN‑77 puede ser encontrado en las coordenadas: 12°50′42″N 85°36′20″O / 12.8450, -85.6055